# Дама (титул)
Дама — почесний титул і жіноча форма звернення для честі дамства в багатьох християнських лицарських орденах, а також у британській системі відзнак і ряді інших країн Співдружності, таких як Австралія та Нова Зеландія, з чоловічою формою звернення бути сер. Це жіночий еквівалент лицарства, яке традиційно надається чоловікам. Дама — це також стиль, який використовують самі баронеси.

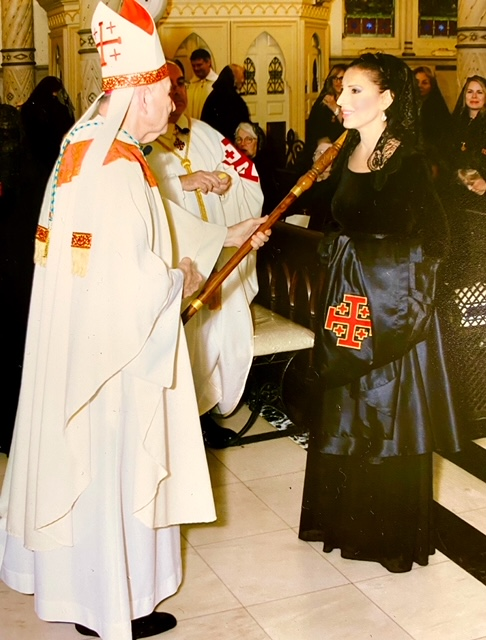
Інвеститура дами Лурет Рассел Грант в «Орден Гробу Господнього»

Жінка, призначена до ступенів Дами-командора або Великого хреста Дами Ордена Святого Іоанна, Єрусалимського ордена Гробу Господнього, Найпочеснішого ордена Лазні, Найвидатнішого ордена Святого Михайла та Святого Георгія, Королівського Вікторіанського Ордену або Найпрекраснішого Ордену Британської Імперії стає дамою. Орден Центральної Європи, в якому жінки-члени отримують ранг Дами, є Імператорським і Королівським Орденом Святого Георгія. Оскільки жіночий еквівалент лицаря-бакалавра не існує, жінки завжди призначаються до лицарського ордена. Жінки, призначені до Найблагороднішого ордена Підв'язки або до найдавнішого та найблагороднішого ордена Будяка, отримують титул Леді, а не Дами.

## Історія
Орден Горностая, заснований Жаном V, герцогом Бретані в 1381 році, був першим лицарським орденом, який приймав жінок; однак жінки-лицарі існували протягом століть у багатьох місцях світу і до цього. Як і їхні побратими чоловічої статі, вони вирізнялися кольоровими прапорами і, як правило, мали герб.
Однією жінкою, яка брала участь у турнірах, була Джоан Агнес Готот (народилася 1378 р.), але вона була не єдиною. Крім того, жінки отримували певні форми регалій, які стали тісно пов'язані з лицарським статусом.
На відміну від лицарів-чоловіків, було практично неможливо уявити, щоб жінки брали участь у середньовічних битвах або командували загонами солдатів, але є винятки. Жанна д'Арк — найвідоміший. Деякі носили обладунки, інші командували військами, а деякі були членами офіційного лицарського ордену. Однією жінкою, яка носила повний обладунок у битві, була герцогиня Гайта Лангобардська (також звана Сікельгайта), яка брала участь у битвах поруч зі своїм чоловіком-нормандським найманцем Робертом Гіскаром. Вона сама по собі була лицарем. Іншою була Петронілла де Гранмесніль, графиня Лестера; в кольчузі з мечем і щитом вона захищала свої землі від короля Англії Генріха II. Вона та її чоловік брали участь у повстанні 1173 року проти короля Генріха II. Однак це не означає, що їх офіційно посвятили в лицарі, як і чоловіків.
Раніше дружині лицаря перед її іменем давали титул «Дама», але в XVII столітті це вживання було замінено на «Леді».
Титул дами як офіційний еквівалент лицаря було введено в 1917 році з введенням Ордена Британської імперії, а згодом його було поширено на Королівський Вікторіанський орден у 1936 році, Орден Святого Михайла і Святого Георгія і, нарешті, Орден Лазні в 1971 році. 
Наймолодшою людиною, яка була призначена дамою, була матрос Еллен Макартур у віці 28 років. Найстаршою була актриса Гвен Ффрангкон-Девіс у віці 100 років, поки Олівія де Гевіленд не була призначена за два тижні до свого 101-го дня народження.
Кілька відомих діячок відмовилися від цієї честі . 
Префікс використовується з ім'ям або повним ім'ям власниці, але ніколи не тільки з прізвищем; це відповідає тим самим звичаям використання, що й «сер».